# NGC 6400
NGC 6400 (другие обозначения — OCL 1014, ESO 393-SC14) — рассеянное скопление в созвездии Скорпион.
Этот объект входит в число перечисленных в оригинальной редакции «Нового общего каталога».